# Agnesiotis
Genre
Agnesiotis est un genre de d'insectes Coléoptères.
Il a pour synonymes Agnesaiotes Dalla Torre & Voss, 1935 et Agnesiotes Dalla Torre & Voss, 1935.

## Liste des espèces
Selon ITIS:
- Agnesiotis pilosula Pascoe, 1870